# Liste der Universitäten in Simbabwe
Die Universitäten in Simbabwe umfassen sowohl staatliche Universitäten als auch private Hochschulen (P) in Simbabwe.
|    | Name der Hochschule                                  | Status / Träger                       | Gründungs- jahr | Studenten (2009) | Website         |
| -- | ---------------------------------------------------- | ------------------------------------- | --------------- | ---------------- | --------------- |
| 1  | University of Zimbabwe (UZ)                          | Staat                                 | 1957            | 12.271           | www.uz.ac.zw    |
| 2  | National University of Science and Technology (NUST) | Staat                                 | 1991            | 5.132            | www.nust.ac.zw  |
| 3  | Africa University (AU)                               | (P) United Methodist church           | 1992            | 1.007            | www.africau.edu |
| 4  | Solusi University (SU)                               | (P) Seventh Day Adventist             | 1994            | 1.836            | solusi.ac.zw    |
| 5  | Bindura University of Science Education (BUSE)       | Staat                                 | 1996            | 1.923            | www.buse.ac.zw  |
| 6  | Zimbabwe Open University (ZOU)                       | Staat                                 | 1998            | 16.295           | www.zou.ac.zw   |
| 7  | Midlands State University (MSU)                      | Staat                                 | 1999            | 3.996            | www.msu.ac.zw   |
| 8  | Catholic University in Zimbabwe (CUZ)                | (P) Catholic Church                   | 2001            | 315              | www.cuz.ac.zw   |
| 9  | Chinhoyi University of Technology (CUT)              | Staat                                 | 2001            | 2.381            | www.cut.ac.zw   |
| 10 | Great Zimbabwe University (GZU)                      | Staat                                 | 2002            | 2.738            | www.gzu.ac.zw   |
| 11 | Women’s University in Africa (WUA)                   | (P) Private                           | 2002            | 1.203            | www.wua.ac.zw   |
| 12 | Lupane State University (LSU)                        | Staat                                 | 2004            | 205              | www.lsu.ac.zw   |
| 13 | Harare Institute of Technology (HIT)                 | Staat                                 | 2005            | 343              | www.hit.ac.zw   |
| 14 | Zimbabwe Ezekiel Guti University (ZEGU)              | (P) Zimbabwe Assemblies of God Church | 2011            | –                | www.zegu.ac.zw  |
| 15 | Reformed Church University (RCU)                     | (P) Reformed Church                   | 2011/2012       | –                | www.rcu.ac.zw   |